# Castillo de Vélez-Blanco
El castillo de Vélez-Blanco está situado en el municipio español de Vélez-Blanco, en la provincia de Almería, Andalucía, y es un ejemplo emblemático de la arquitectura del Renacimiento español, conjugando el aspecto militar con el palaciego.
Actualmente, está considerado como BIC (Bien de Interés Cultural) y fue declarado Monumento histórico-artístico perteneciente al Tesoro Artístico Nacional mediante decreto de 3 de junio de 1931.

## Construcción y apogeo
Fue mandado construir por el Adelantado de Murcia, Pedro Fajardo y Chacón, tras su nombramiento como marqués de los Vélez concedido por los Reyes Católicos.
Cuando Pedro Fajardo se instaló en Vélez-Blanco, fijó allí la sede de su nuevo señorío y emprendió la construcción de su castillo-palacio sobre los restos de una antigua e importante alcazaba islámica que se levantaba en el cerro que domina la villa. En esos momentos existía una prohibición real de construir nuevas fortalezas para evitar la acumulación masiva de poder por parte de la nobleza, que podría debilitar a la monarquía. Para eludir esta prohibición, Don Pedro Fajardo argumentó que solo estaba rehabilitando la antigua alcazaba musulmana que allí existía.
En 1506 se comenzaron las obras del nuevo castillo sobre los restos de la antigua fortaleza, que fue destruida casi en su totalidad, conservando solo algunos lienzos de muralla y el aljibe que se encuentra bajo el patio. Las obras, en las que se invirtieron 80.000 ducados, finalizaron en 1515.
Se baraja, como autor de la obra, el arquitecto italiano Francisco Florentino, con la colaboración de Martín Milanés y la supervisión de Francisco Salazar, alcaide del castillo entre 1503 y 1511. En la construcción participaron maestros canteros y carpinteros vascos.
La construcción se inició con una primera fase de estructura gótica, que pronto se cambió a otra de estilo renacentista, símbolo de los nuevos tiempos y de una nobleza más culta que rompe con la vieja tradición medieval y muestra el espíritu de los tiempos modernos. Así, frente al gótico oficial seguido por la monarquía y por la Iglesia, este castillo-palacio representa un claro ejemplo del avance del humanismo emprendido por la nobleza, que en Andalucía se corresponde con otro gran ejemplo de avance arquitectónico como es el vecino Castillo de la Calahorra de la provincia de Granada.

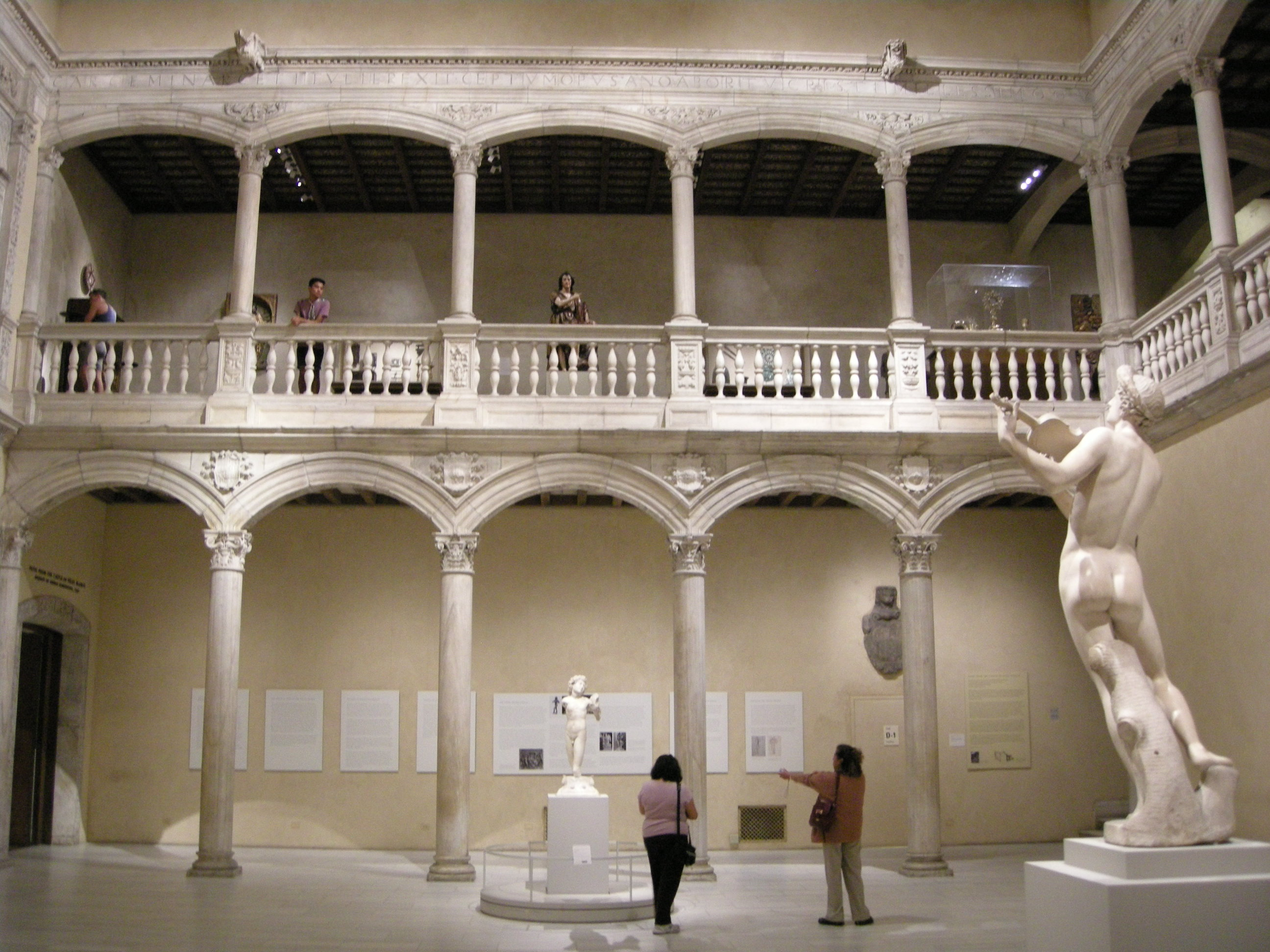
Patio del castillo en el Museo Metropolitano de Nueva York.

El denominado Patio de Honor de este castillo es una de las obras maestras del primer renacimiento español junto con las del citado Castillo de La Calahorra, propiedad de don Rodrigo Díaz de Vivar y Mendoza, pariente de Pedro Fajardo y Chacón, quien tras la visita en 1512 a las obras del palacio granadino decidió el giro estilístico hacia el clasicismo que surge en este, inicialmente comenzado en estilo gótico.
En este castillo residieron los Fajardo durante el siglo XVI y hasta finales del siglo siguiente, cuando acabó su línea de sucesión directa.
Durante los años siguientes se usó como residencia con cierta irregularidad, albergando al marqués solo algunas temporadas en sus posesiones velezanas por motivos de gestión de las propiedades o de caza.

## Estructura
El objetivo del Marqués de los Vélez era convertir la villa en el centro de sus posesiones almerienses y el castillo en la sede de una pequeña corte señorial, siendo este un castillo-palacio al estilo de la nobleza castellana de alto rango como el castillo se concibió como una fortaleza al exterior, pero con la distribución y función interiores de un palacio. Esta tipología se encuentra también en el Castillo de la Calahorra erigido por Don Rodrigo Díaz de Vivar de Mendoza, Marqués del Cenete y que Don Pedro Fajardo visitó en 1512. El estilo renacentista que se adopta en la construcción simboliza los nuevos tiempos y es más acorde con una nobleza ilustrada, rompiendo con el gótico, más usado en arquitectura religiosa.
En el castillo hay que diferenciar dos grandes ámbitos: la zona militar y la zona palaciega que estaban conectadas entre sí por un puente levadizo, hoy convertido en pasarela fija de acceso. A pesar de esta división, el edificio combinaba la función militar sin que el ejercicio de la misma interrumpiera la vida palaciega. Así, el adarve exterior, de obligada circulación para los soldados, en la zona del patio, se realizaba por un corredor bajo el mirador de levante que no interfería en las actividades que se puedan estar realizando en la parte palaciega.
La planta del castillo tiene forma de hexágono irregular, alargado de norte a sur con muros de mampostería y sillería. Esta forma, que se adapta a las irregularidades del terreno, intenta crear ángulos para proporcionar mejores defensas en caso de asedio. Este tipo de organización defensiva es típica de la arquitectura musulmana, por lo que probablemente se aprovechó la planta del alcázar musulmán preexistente para la construcción del castillo.
Toda la construcción está dominada por la Torre del Homenaje, que constituye una estructura defensiva independiente dentro del recinto y que estaba preparada para aislarse en caso de asedio, por ello tiene un aljibe en su base. Esta torre, de casi veinticinco metros de altura, servía también para coordinación de la defensa del castillo, pues controlaba el acceso a los adarves del recinto. De base macizada en piedra y estructura por pisos, contaba con escaleras desmontables en madera, que podían eliminarse en caso de peligro aislando su nivel superior como último lugar de defensa.

### Patio de Honor
El patio del castillo presenta una planta alargada, con una entrada lateral en recodo que recuerdan una estructura constructiva musulmana que, con este tipo de puerta, evita la visión directa del interior desde el vestíbulo. Destaca la rica decoración escultórica que presentan los intradós y las enjutas de los arcos rebajados, así como en las cornisas, los pilares de la balaustrada; los capiteles y sobre todo los marcos de ventanas y puertas. En ella abundan los grutescos, figuras fantásticas que combinan elementos animales y vegetales, propios del arte de la Italia del Quattrocento.
En la pared más corta, la del lado sur, corría una doble galería de cinco arcos rebajados de transición al Renacimiento y, en ese mismo lado, estaba la entrada principal del patio, junto a la que se ubicaba una sencilla escalera de mármol que daba acceso a la segunda planta, en la cual, una suntuosa portada de mármol daba acceso a los Salones Nobles del castillo, conocidos como del Triunfo y la Mitología, estaban decorados con frisos de madera en los que se representaban en bajorrelieve el triunfo de César y los trabajos de Hércules. Estos bajorrelieves se encuentran actualmente en el Museo de las Artes Decorativas de París.
La pared este, sin arcos ni puertas, terminaba en la segunda planta en una galería de seis arcos que coincidían con los arcos de la fachada, conformando una galería cubierta desde la que se podía ver, de un lado, el patio de honor y del otro, la vega de Vélez-Blanco.
La pared del oeste tenía tres pares de ventanas con marcos de mármol ricamente decorados.
La pared norte estaba constituida por la Torre del Homenaje, siendo un muro liso, únicamente roto por una pequeña ventana y debajo de esta, un escudo de armas.
Una de las características más prominentes del patio es la inscripción grabada en letras mayúsculas que corre a lo largo de la cornisa y en la que se proclaman el nombre y títulos del fundador, así como la fecha de construcción del castillo.
Todo el programa decorativo del patio se fabricó en mármol blanco de Macael, por lo que formaría un acusado contraste con el tono más cálido de la sillería de los muros.
La riqueza de ornamentos escultóricos se distribuye con un amplio despliegue de flora y fauna fantástica en el intradós y enjutas de los arcos, los pilares de la balaustrada y, especialmente, en los marcos de puertas y ventanas.
Tanto los elementos arquitectónicos como escultóricos reflejan el refinamiento del primer Renacimiento italiano de finales del siglo XV y principios del XVI.
Entre todos los elementos arquitectónicos del patio, los que dan una mejor idea de los modelos clásicos en que se inspiraron, son los capiteles, que constituyen una amplia variedad de motivos, siendo los más característicos y frecuentes los que vienen de modelos creados por artistas lombardos que introducen habitualmente motivos de animales y fantasía.
Otro detalle singular del castillo es la proliferación de elementos decorativos en él, como las características esferas que aparecen rematando sus almenas.

## Frisos
Entre los fragmentos adquiridos por Goldberg se encuentran los diez frisos tallados en madera que decoraban dos salas contiguas al patio. Representan los doce trabajos de Hércules y los triunfos de César. Ese mismo año fueron revendidos a Émile Peyr, un decorador y escultor francés.
Los frisos, que se habían dado por desaparecidos, fueron redescubiertos en 1996 entre los fondos del Museo de las Artes Decorativas de París.

## Galería de imágenes

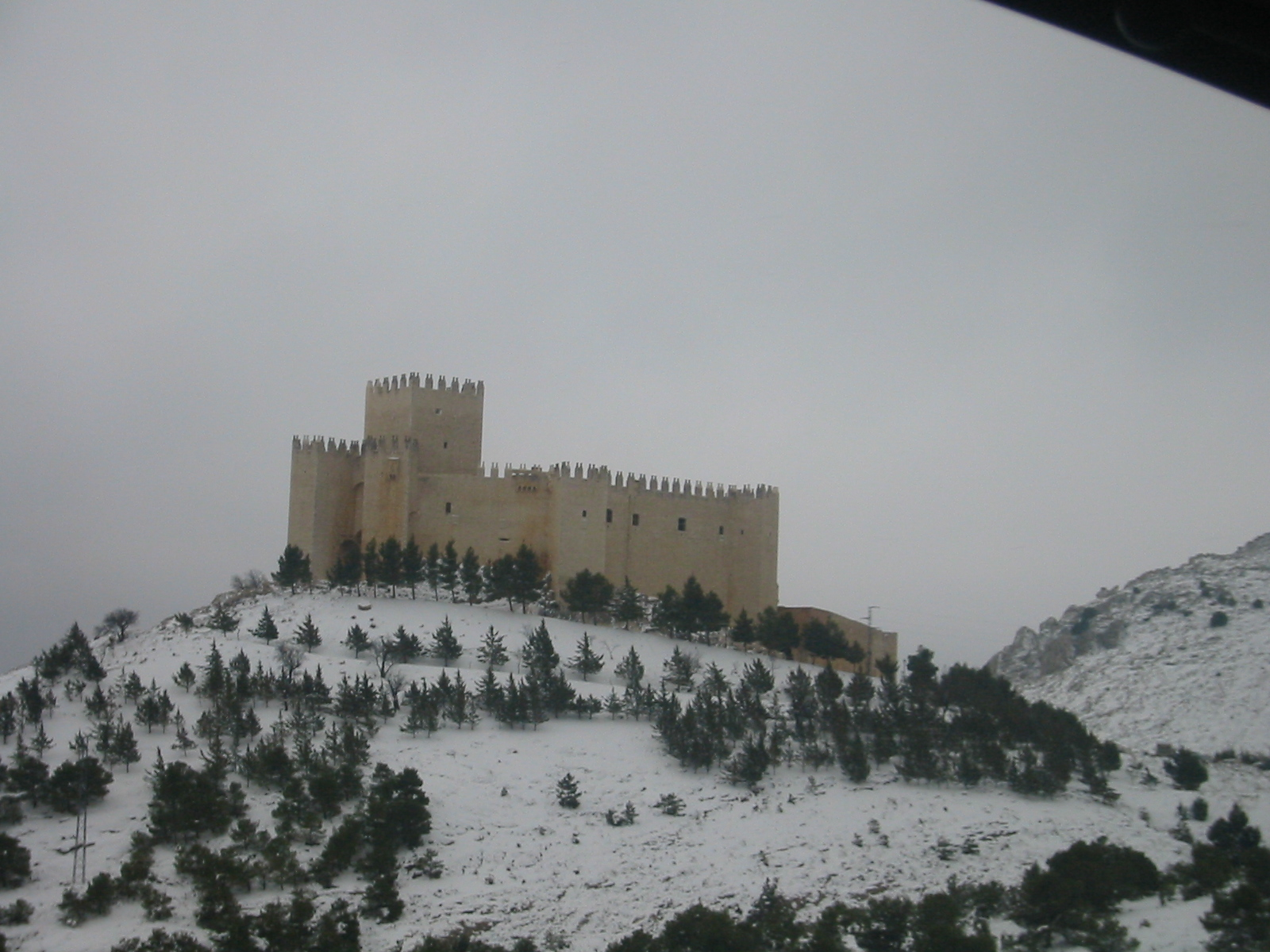
Vista exterior.
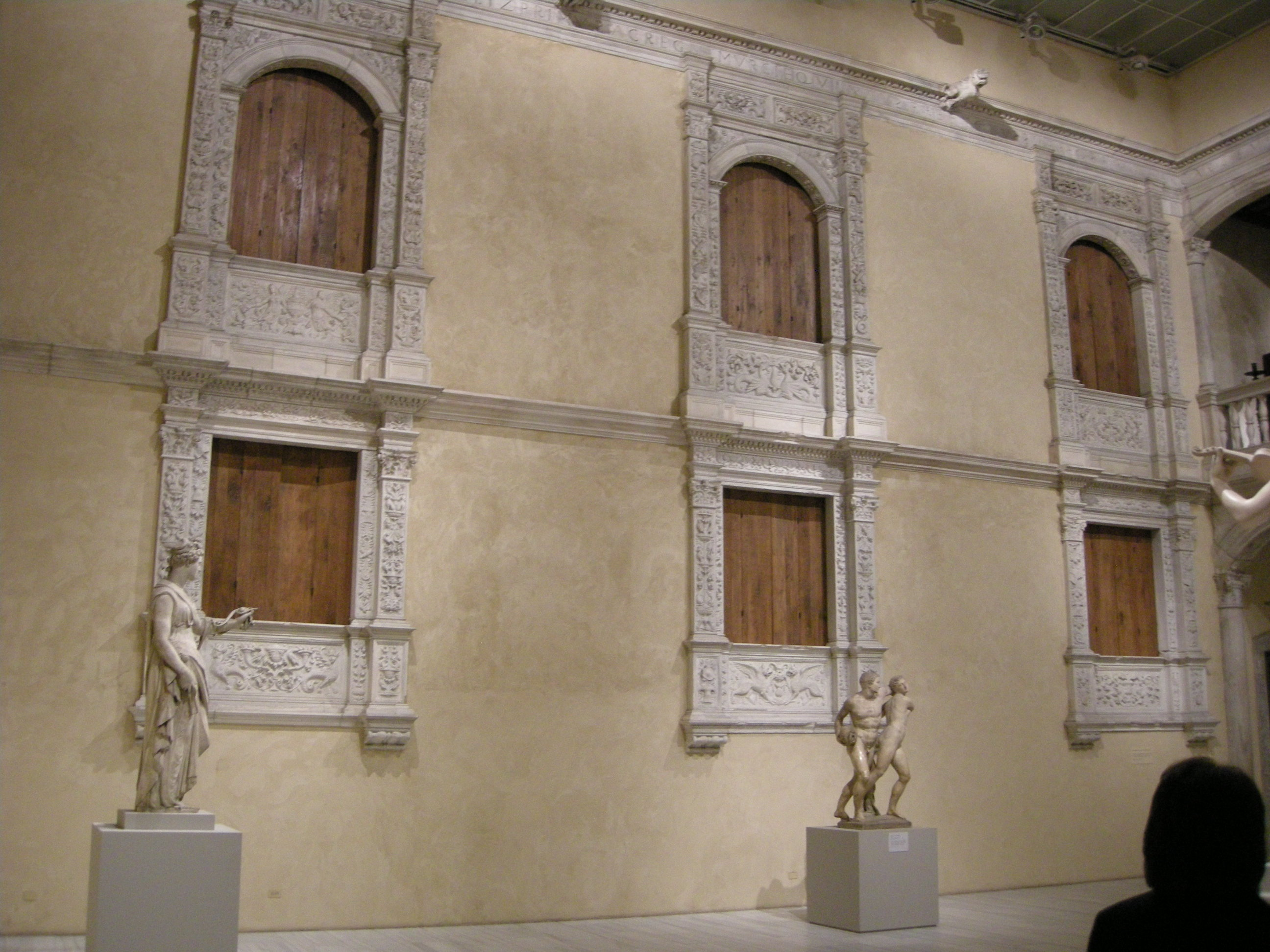
Una de las alas del patio en el Museo Metropolitano de Nueva York.
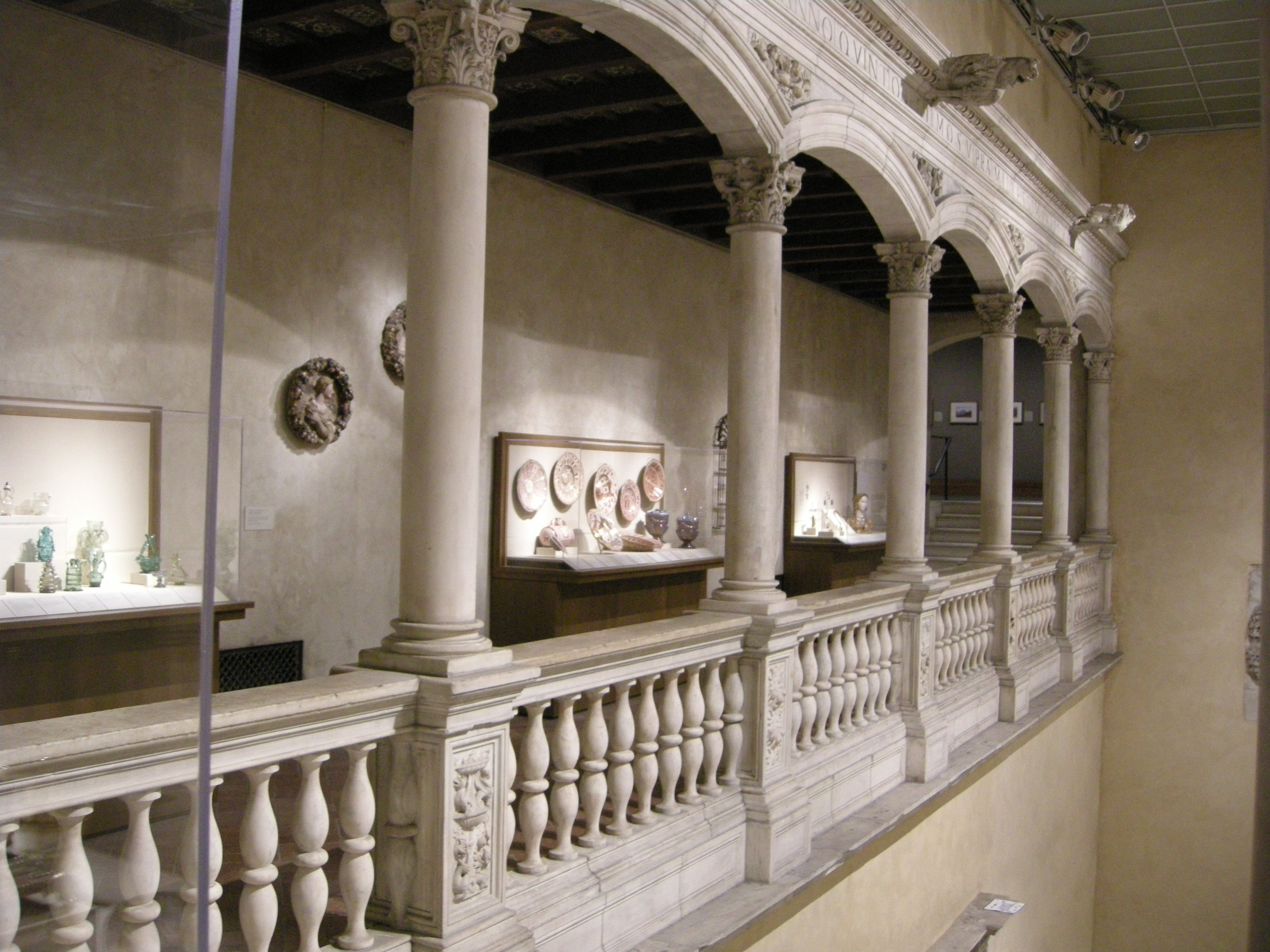
Piso superior del patio.
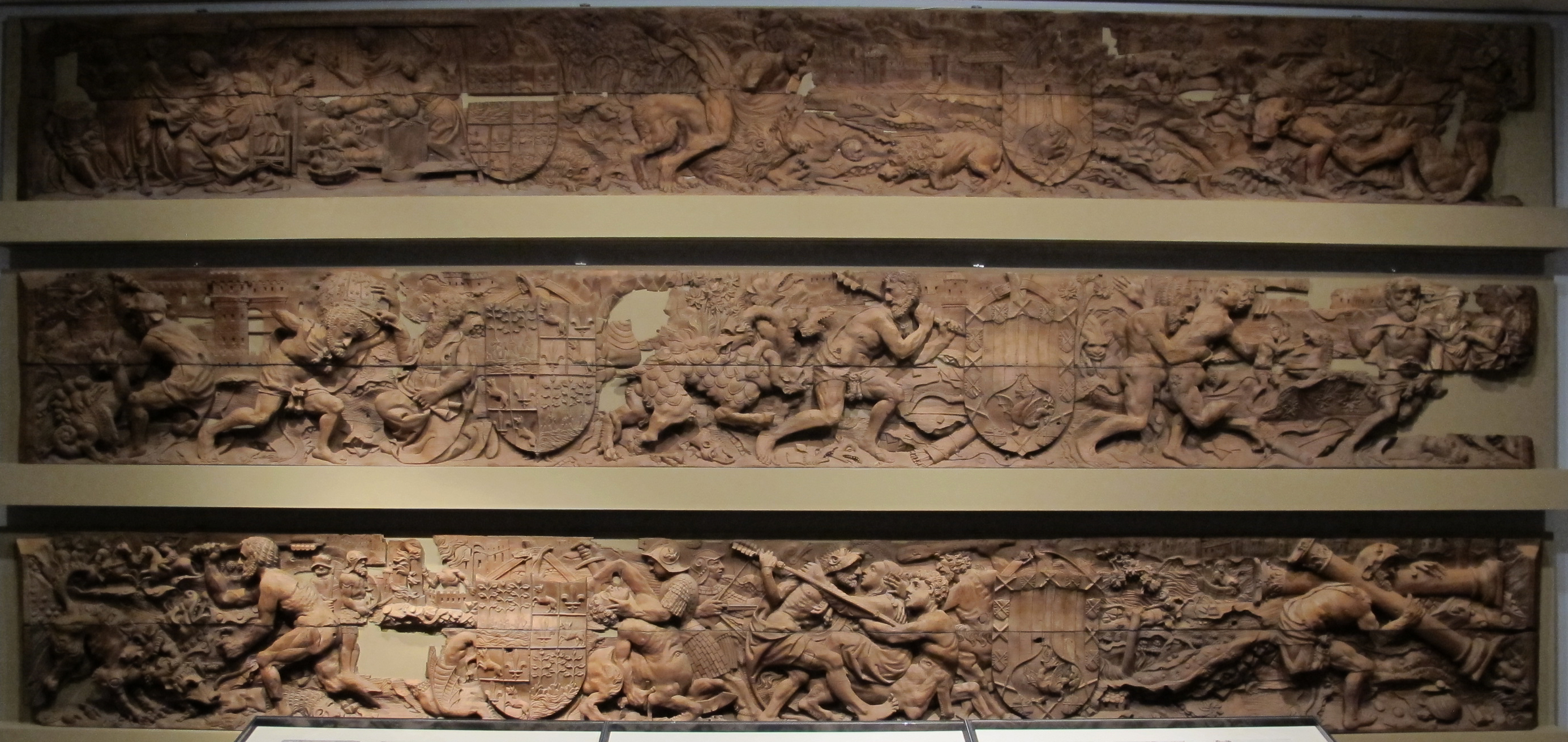
Los trabajos de Hércules, frisos que se encontraban en una de las salas.
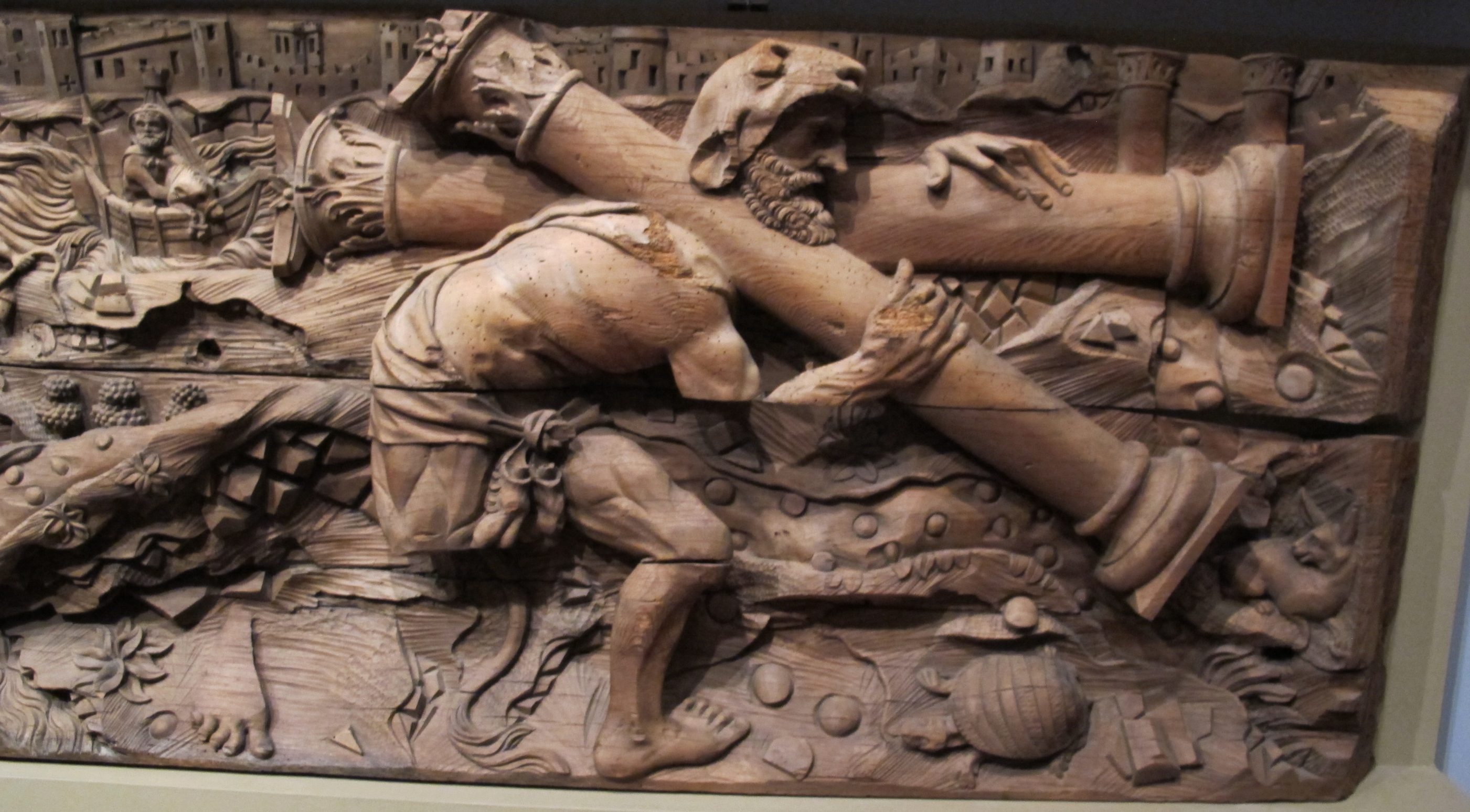
Las columnas de Hércules en los frisos del palacio.
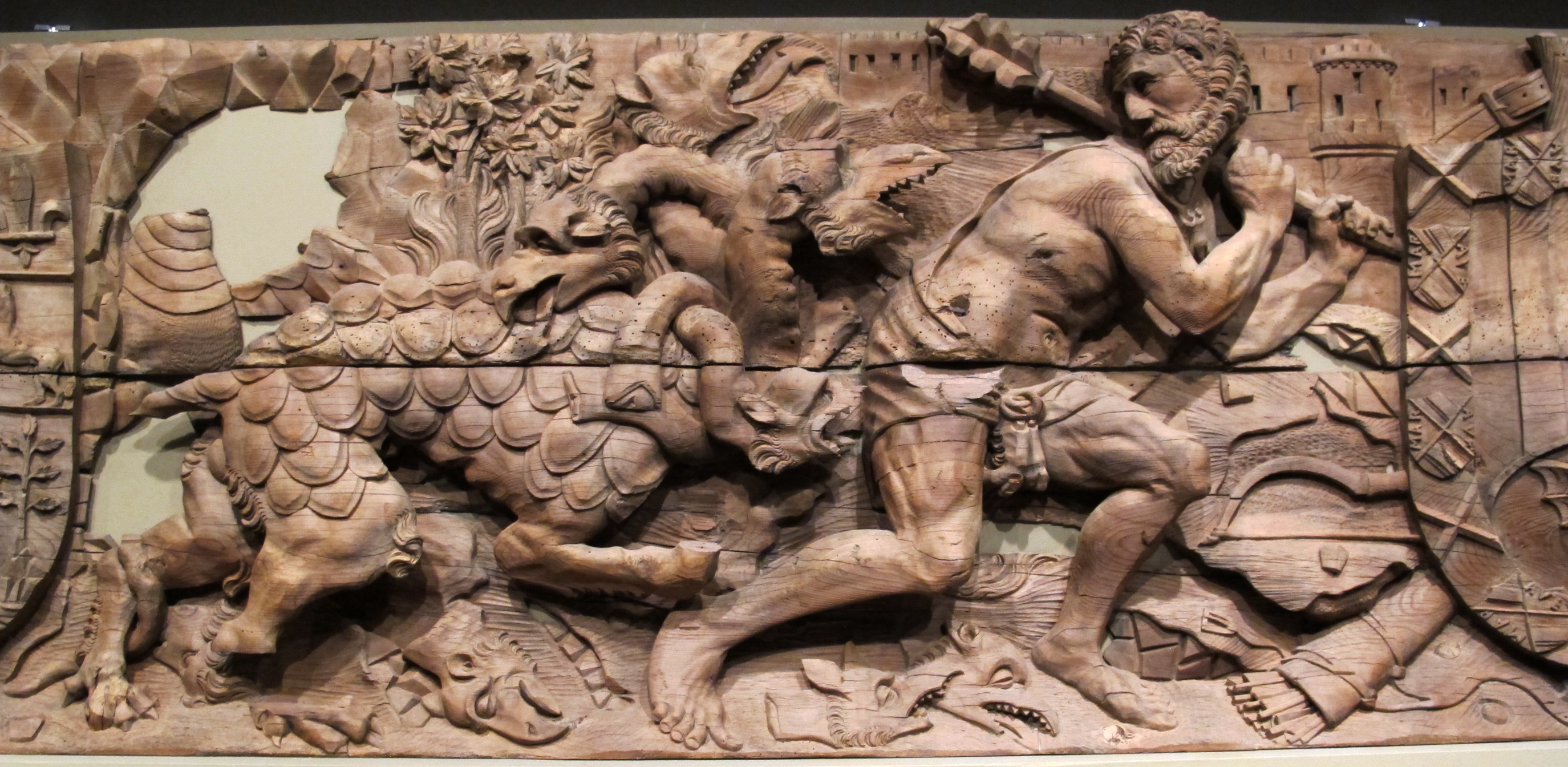
La Hidra de Lerna en uno de los frisos del palacio.

## Decadencia y expolio
En el siglo XVIII, aunque el castillo todavía mantenía gran parte de su riqueza decorativa y representaba un símbolo de poder territorial, comenzaron a permitirse el empleo de materiales del castillo en otras edificaciones. Un ejemplo es la construcción de la iglesia en Vélez Rubio, en la que se reutilizaron los cañones de bronce para campanas, y las antiguas cubiertas de plomo de los tejados del castillo.
Esta destrucción se agudizó en el siglo XIX con la Guerra de la Independencia Española debido a la invasión francesa y la guerra. A partir de ese momento fue sometido a toda clase de saqueos y expolios, alterando su distribución interior y utilizándose como vivienda por indigentes.
A comienzos del siglo XX se despertó el interés por el castillo dentro y fuera de nuestras fronteras, especialmente por coleccionistas. Ante este interés y el estado de abandono general, a partir de 1904 iniciaron sus propietarios el vaciado de sus elementos de valor, siendo vendido por el XVI marqués de los Vélez, Joaquín Álvarez de Toledo y Caro, su patio renacentista en ese mismo año al anticuario francés J. Goldberg, quien pasó primero a Marsella elementos que pertenecían al patio, arcos, columnas, marcos de puertas y ventanas esculpidas en mármol, junto con otros objetos como el artesonado de los salones nobles y dos puertas, y luego a París, donde fueron vendidos al banquero alemán George Blumenthal en 1920. Este banquero trasladó el material a Nueva York donde pasó a formar parte de su residencia, sita en la esquina de Park Avenue con la Calle 70. Era un momento en el que en Estados Unidos estaba en auge la moda de la arquitectura renacentista.
En 1945 y tras cederlos Blumenthal al morir al Museo Metropolitano de Nueva York, donde más tarde quedó montado tal como puede verse en la actualidad. La disposición en Nueva York no coincide exactamente con la original, ya que para adaptarlo al espacio del museo hubo que realizar algunas modificaciones. En 2019 una investigación del CSIC concluye que el magnífico artesonado de las salas nobles había sido adquirido en Nueva York y llevado a México por el empresario y coleccionista queretano Nicolás González Jáuregui. El artesonado fue instalado en su residencia bajo la dirección de Luis Ortiz Macedo. Cuando por problemas financieros sus propiedades fueron embargadas, el gobierno lo reconstruyó en el sur de la Ciudad de México en 1973, en el que hoy es conocido como Instituto Cultural Helénico.

## Protección y restauración
En junio de 1931 el castillo es declarado Monumento Nacional, pero a pesar de eso, el iniciado proceso de abandono y destrucción prosiguió junto con el arraigado lamento popular por la pérdida del patio.
Las primeras intervenciones de mantenimiento y restauración fueron llevadas a cabo por Francisco Prieto Moreno y su hijo Joaquín Prieto Moreno entre la década de 1960 y 1980. Se hicieron desescombros, se construyó la rampa de acceso y algunos forjados ya que en esos momentos el edificio no tenía ningún tipo de cubierta. Estos últimos más adelante serán derribados porque según los nuevos técnicos estaban mal ubicados.
En 1982 los arquitectos Juan Antonio Molina Serrano y Juan Antonio Sánchez Morales toman la dirección de las obras rompiendo con las líneas de restauración seguidas hasta el momento. En una primera fase se intervendrá sobre la Torre del Homenaje y anexos, y en una segunda sobre el patio de honor. Esta última a su vez se desarrollará en dos fases.
Las obras de restauración del patio de honor y anexos se iniciaron en 1994 y se concluyeron en 1998. Tienen como finalidad facilitar el uso del castillo para fines turísticos y actividades culturales. Se recuperaron los volúmenes originales del patio y de las habitaciones vinculadas a él. También se repusieron los forjados desaparecidos que conforman el patio, con una estructura vertical de pilares metálicos de tubo de acero con el fin de servir de eje de anclaje de las piezas que se ejecutaron en la futura decoración.
En 2005, la Junta de Andalucía adquirió por tres millones de euros el castillo al marqués de Valverde, Salvador Ferrandis Álvarez de Toledo, cuya familia había mantenido la propiedad desde el siglo XVI.
Actualmente, la Junta de Andalucía tiene un ambicioso proyecto de rehabilitación del castillo con una inversión superior a los 9 millones de euros. En una primera fase, se centrará en la recuperación de la Torre del Homenaje así como de las condiciones mejora de la accesibilidad al monumento. Se estima que para finales de 2022 se liciten las obras para llevarlas a cabo. En una segunda fase, en colaboración con la Asociación de Empresarios del Mármol de Andalucía, se reconstruirá el patio renacentista que actualmente está depositado en el Museo Metropolitan de Nueva York. Y por último, en una tercera fase se llevarán a cabo mejoras en el entorno exterior del monumento así como en su musealización.
El 6 de abril de 2022 la Junta de Andalucía adjudicó la elaboración del proyecto básico y de ejecución de conservación fase 1 por un importe superior a los 140 000 euros con una duración de treinta y dos meses.[cita requerida]